# Leuce
Leuce (in greco antico: Λεύκη?, Lèukē, "bianca") è un personaggio della mitologia greca.

## Mito
Leuce era una ninfa Oceanina, figlia del Titano Oceano. Fu l'amante di Ade, dio dei morti,  prima che questi sposasse Persefone, e visse con lui agli Inferi fino alla morte. Dopo la sua scomparsa, Ade trasformò il suo cadavere in un pioppo bianco, che posizionò nei Campi Elisi, vicino alla Fontana della Memoria. 
Quando l'eroe Eracle visitò gli Inferi durante una delle sue dodici fatiche, s'incoronò con un diadema fatto proprio con le foglie di quest'albero. 

## Significato

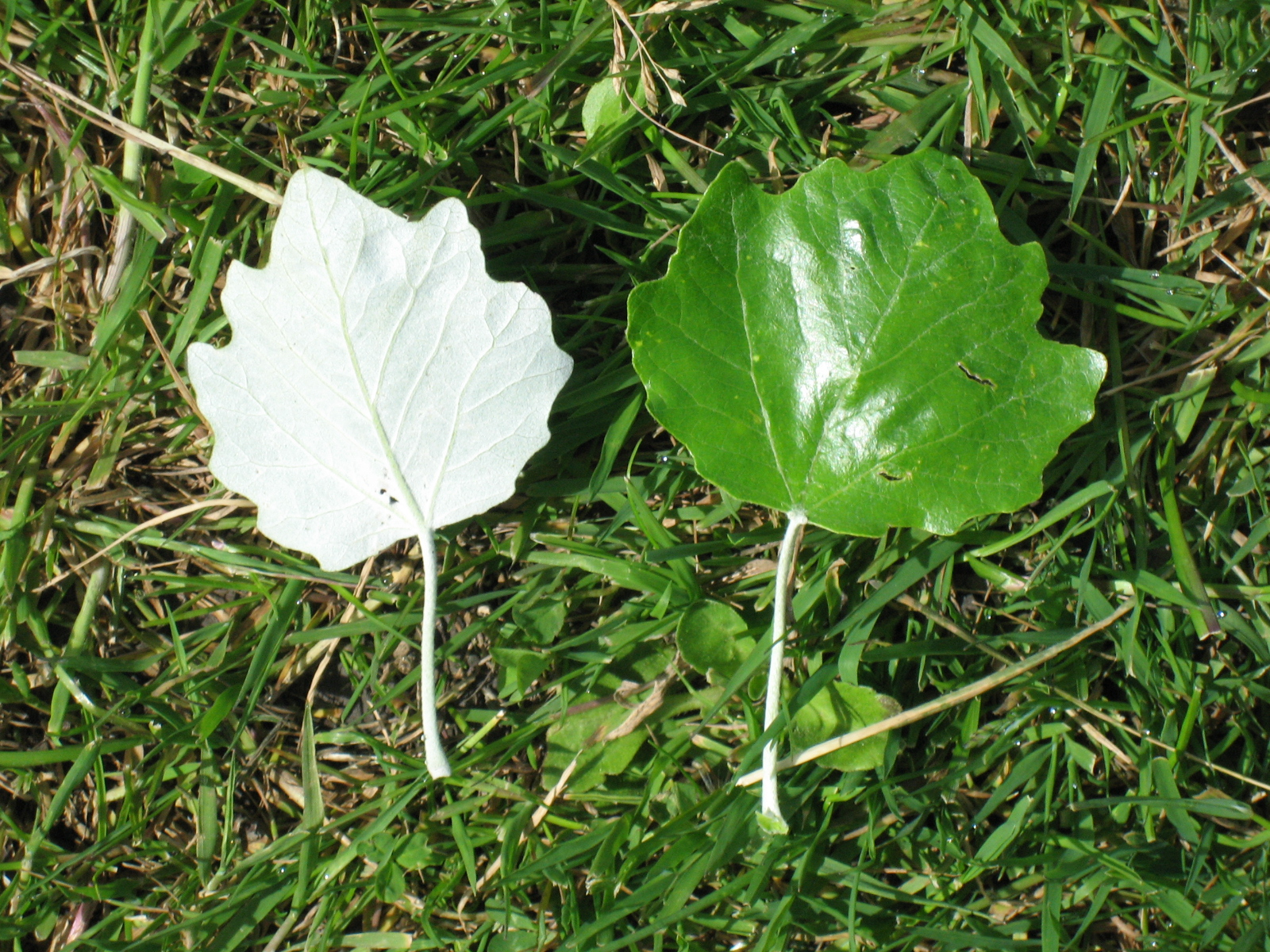
I due lati di una foglia di pioppo bianco

Il pioppo bianco è caratterizzato da foglie bicolori, verdi da un lato e bianche dall'altro. 
Secondo Servio, ciò rappresentava la dualità terrena-ctonia, motivo per cui Eracle, che trionfò sia nel mondo dei vivi che in quello dei morti, lo scelse come simbolo. In seguito, Eracle fu reso il patrono dei giochi olimpici, e in suo onore il pioppo venne usato nelle corone dei vincitori. 
Il pioppo era anche usato nei riti dionisiaci, in onore della doppia natura di Dioniso-Zagreo, e nei riti in onore di Zeus a Elide, in onore del suo aspetto di Zeus Ctonio. Era anche un elemento tipico dei riti funebri. 
Robert Graves, nelle sue ricostruzioni della natura allegorica dei riti, suggerisce una sincretizzazione fra Leuce e Persefone, essendo il pioppo bianco sacro anche a quest'ultima, e definisce il pioppo come uno dei tre alberi della rigenerazione, insieme all'ontano e al cipresso. 